# Kanton Saint-Sever
Der Kanton Saint-Sever war bis 2015 ein französischer Wahlkreis im Arrondissement Mont-de-Marsan, im Département Landes und in der Region Aquitanien; sein Hauptort war Saint-Sever. Vertreter im Generalrat des Départements war zuletzt von 2001 bis 2015, wiedergewählt 2008, Jean-Pierre Dalm (parteilos). 
Der Kanton war 202,73 km² groß und hatte 10.303 Einwohner (Stand 2012). 

## Gemeinden
Der Kanton umfasste die Wahlberechtigten aus 14 Gemeinden:
| Gemeinde      | Einwohner Jahr | Fläche km² | Bevölkerungsdichte | Code INSEE | Postleitzahl |
| ------------- | -------------- | ---------- | ------------------ | ---------- | ------------ |
| Audignon      | 386 (2013)     | –          | – Einw./km²        | 40500      | 40017        |
| Aurice        | 630 (2013)     | –          | – Einw./km²        | 40500      | 40020        |
| Banos         | 283 (2013)     | –          | – Einw./km²        | 40500      | 40024        |
| Bas-Mauco     | 368 (2013)     | –          | – Einw./km²        | 40500      | 40026        |
| Cauna         | 448 (2013)     | –          | – Einw./km²        | 40500      | 40076        |
| Coudures      | 503 (2013)     | –          | – Einw./km²        | 40500      | 40086        |
| Dumes         | 268 (2013)     | –          | – Einw./km²        | 40500      | 40092        |
| Eyres-Moncube | 373 (2013)     | –          | – Einw./km²        | 40500      | 40098        |
| Fargues       | 329 (2013)     | –          | – Einw./km²        | 40500      | 40099        |
| Montaut       | 631 (2013)     | –          | – Einw./km²        | 40500      | 40191        |
| Montgaillard  | 617 (2013)     | –          | – Einw./km²        | 40500      | 40195        |
| Montsoué      | 574 (2013)     | –          | – Einw./km²        | 40500      | 40196        |
| Saint-Sever   | 4732 (2013)    | –          | – Einw./km²        | 40500      | 40282        |
| Sarraziet     | 212 (2013)     | –          | – Einw./km²        | 40500      | 40289        |